# Tim Jackson
Tim Jackson, född den 4 juli 1969, är en australisk före detta friidrottare som tävlade i kortdistanslöpning.
Jacksons främsta merit var att han ingick tillsammans med Paul Henderson, Steve Brimacombe och Damien Marsh i stafettlaget på 4 x 100 meter som slutade tvåa bakom Kanada vid VM 1995 i Göteborg. 

## Personliga rekord
- 100 meter - 10,24 från 1994
- 200 meter - 20,93 från 1989